# Атии (фамилия)
Атиите (gens Attia; Attius) са римска плебейска фамилия от Древен Рим.
Известни от фамилията:
- Публий Атий Атимет, физик при Август
- Публий Атий Атимет, друг физик от края на 1 век, вероятно син на гпрния
- Атий Лабеон, римски поет, автор на превод на поемите от Омир